# Оогенез

Формування яйцеклітини. Первинний ооцит після першого мейотичного ділення дає вторинний ооцит та перше полярне тільце. Після другого мейотичного поділу вторинний ооцит дає яйцеклітину і друге полярне тільце. Треба зауважити, що перше полярне тільце не завжди закінчує мейоз, тому часто в результаті мейозу сумарна кількість полярних тілець дорівнює двом, а не трьом, як зазначено на рисунку.

Оогене́з або овогене́з (грец. ōón яйце + грец. genésis виникнення) — у тварин, розвиток жіночої статевої клітини — яйцеклітини (яйця).
Під час ембріонального розвитку організму гоноцити мігрують до зачатків жіночих статевих гонад (яєчників), де відбувається весь їхній подальший розвиток.

## Періоди оогенезу
Оогенез поділяють на три етапи або періоди: розмноження, росту і дозрівання.

### Період розмноження
Потрапивши у яєчник, гоноцити стають оогоніями. Оогонії здійснюють період розмноження. У цей час оогонії діляться мітотичним шляхом.

### Період росту
Статеві клітини в цьому періоді називаються ооцитами першого порядку. Вони втрачають здатність до мітотичного поділу і входять у профазу I мейозу. У цей час відбувається ріст статевих клітин.
У періоді росту виділяють 2 стадії:
- Стадія малого росту (превітелоігенез) — об'єм ядра і цитоплазми збільшується пропорційно. При цьому ядерно-цитоплазматичне співвідношення не порушується. На цій стадії відбувається активний синтез всіх видів РНК — рибосомних, транспортних і матричних. Всі ці типи РНК синтезуються переважно про запас, тобто для використання вже заплідненою яйцеклітиною.
- Стадія великого росту (вітеліогенез) — об'єм цитоплазми ооциту може збільшитися в кілька десятків тисяч разів, тоді як об'єм ядра збільшується незначно. Отже, ядерно-цитоплазматичне співвідношення сильно зменшується. На цій стадії в ооциті I порядку утворюється жовток. За способом утворення розрізняють жовток екзогенний і ендогенний. Властивий більшості видів звірів екзогенний жовток утворюється на основі білка-попередника вітелогеніну, що надходить в ооцит ззовні. У хребетних вітелогенін синтезується в печінці матері та транспортується до фолікулу, що містить ооцит по кровоносним судинам. Потрапляючи потім у простір, безпосередньо навколо ооциту (периооцитний простір), вітелогенін поглинається ооцитом шляхом піноцитозу.

### Період дозрівання
Дозрівання ооцита — це процес послідовного проходження двох поділів мейозу (поділів дозрівання). Як мовилося вище, в період до першого поділу мейозу ооцит тривалий час перебуває в стадії профази I мейозу, коли й відбувається його зростання. Вихід з профази I мейозу приурочений до досягнення самкою статевозрілості і визначається статевими гормонами.
Перший поділ у багатьох видів є редукційним, оскільки саме під час нього гомологічні хромосоми розходяться до різних клітин. Таким чином, кожна з клітин, що розділилися набуває половинного (гаплодїного) набору хромосом, де кожен ген представлений лише одним алелем. Кожна дочірня клітина після цього поділу має набір хромосом — n, і 2с — набір хроматид.
Оскільки першому діленню дозрівання передувала S-фаза, кожна з хромосом, які розійшлися, містить подвійну кількість ДНК, оскільки складається з двох хроматид. Ці генетично ідентичні хроматиди розходяться до різних сестринських клітин в другому поділі мейозу, що є екваційним (як і звичайний поділ соматичних клітин). Після двох поділів мейозу число хромосом у кожній з клітин є гаплоїдним (1n), а загальна кількість хроматид у кожному клітинному ядрі становитиме 1с.

## Типи оогенезу
```
            Оогенез
               |
               |
 Дифузний <----|-----> Локалізований
                             |
                             |
           Солітарний  <-----|-----> Аліментарний
                                          |
                                          |
                     Нутриментарний <-----|-----> Фолікулярний
```

- Дифузний оогенез — розвиток яйцеклітини може відбуватись в будь-якій частині тіла (губки, кишковопорожнинні, війчасті черви). За дифузного оогенезу ооцити є фагоцитуючими клітинами, вони не синтезують і накопичують жовткові включення, а ростуть завдяки надходження низькомолекулярних сполук з фаголізосом. У цих ооцитах виробляється багато гідролітичних ферментів, що необхідні їм для фагоцитозу.
- Локалізований оогенез — розвиток яйцеклітини відбувається у жіночих гонадах — яєчниках.
  - Солітарний оогенез — ооцит може розвиватися й без участі допоміжних клітин що постачають йому поживні речовини. Цей тип характерний для деяких кишковопорожнинних, червів, молюсків. У них ростучі статеві клітини позбавлені допоміжних елементів, жовточні білки і РНК синтезуються ними самостійно. Все необхідне для макромолекулярних синтезів ооцит отримує із зовнішнього середовища (порожнини гонади) у вигляді простих низькомолекулярних сполук.
  - Аліментарний оогенез — розвиток ооциту відбувається за участі допоміжних харчуючих клітин.
    - Нутриментарний оогенез — ооцит оточений трофоцитами (харчуючими клітинами), які зв'язані з ним цитоплазматическими містками (вищі черви, комахи). Трофоцити — це абортовані статеві клітини, тобто вони мають спільне походження з ооцитом, але їхній розвиток зупинився ще на етапі росту. На один ооцит припадає багато харчуючих клітин, що забезпечують статеву клітину РНК. У вітелогенезі трофоцити участі не беруть: жовток утворюється завдяки надходженню високомолекулярних речовин з ззовні.
    - Фолікулярний оогенез — ооцит оточений фолікулярними клітинами соматичного походження, які утворюють з ним функціональну структуру — фолікул (переважна більшість тварин, зокрема всі хордові). Фолікулярні клітини не беруть участь у синтезі білків жовтка, всі види РНК синтезуються в самому ооциті. Виняток становлять фолікулярні клітини птахів і ящірок, які синтезують РНК для ооцита.

## Галерея

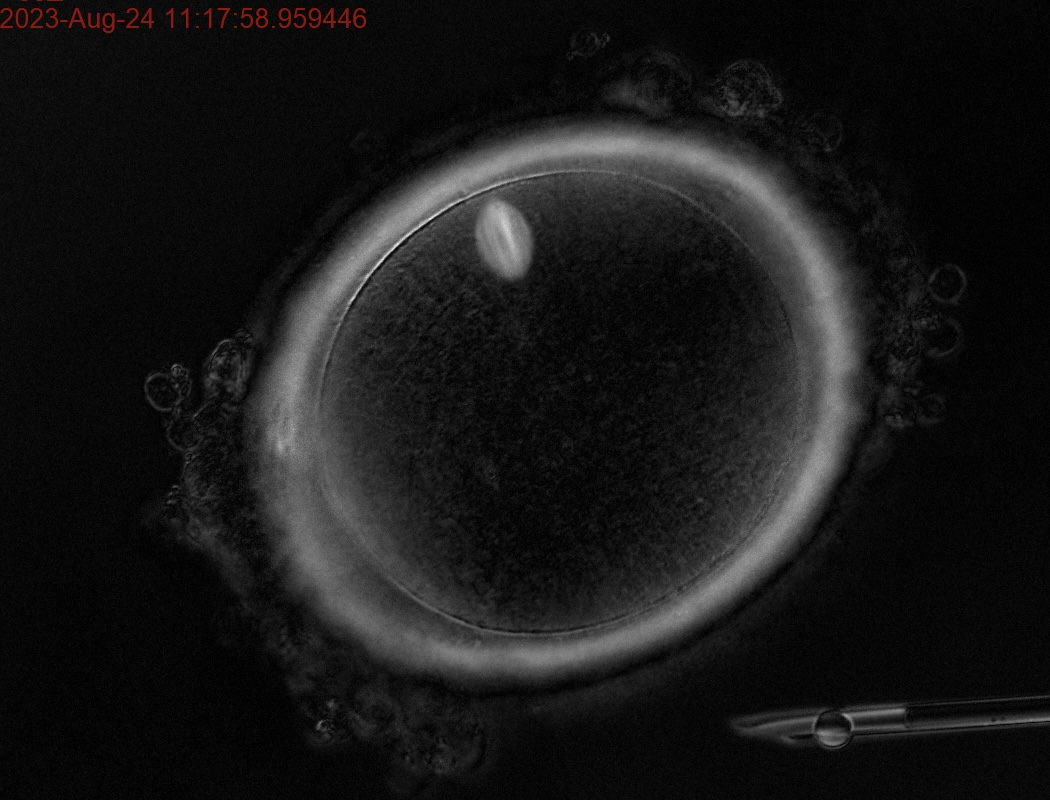
Ооцит людини на стадії метафази першого поділу мейозу. В позиції на 11 годину знаходиться веретено поділу.
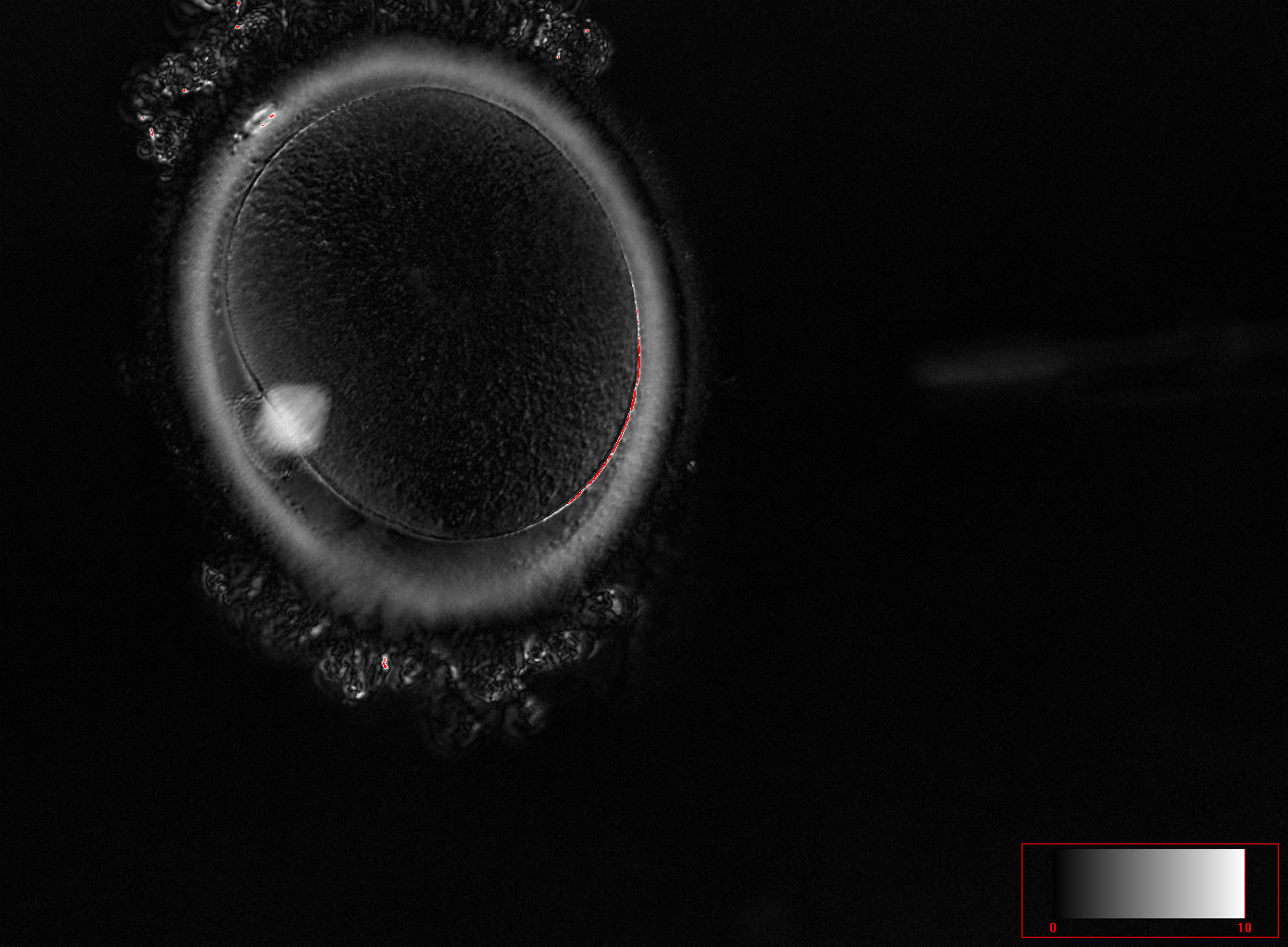
Ооцит людини на стадії анафази першого поділу мейозу. В позиції на 8 годину знаходиться веретено поділу (мейоз І), воно розміщене в місці відділення першого полярного тільця ооциту. Вловлено момент початку відділення першого полярного тільця.
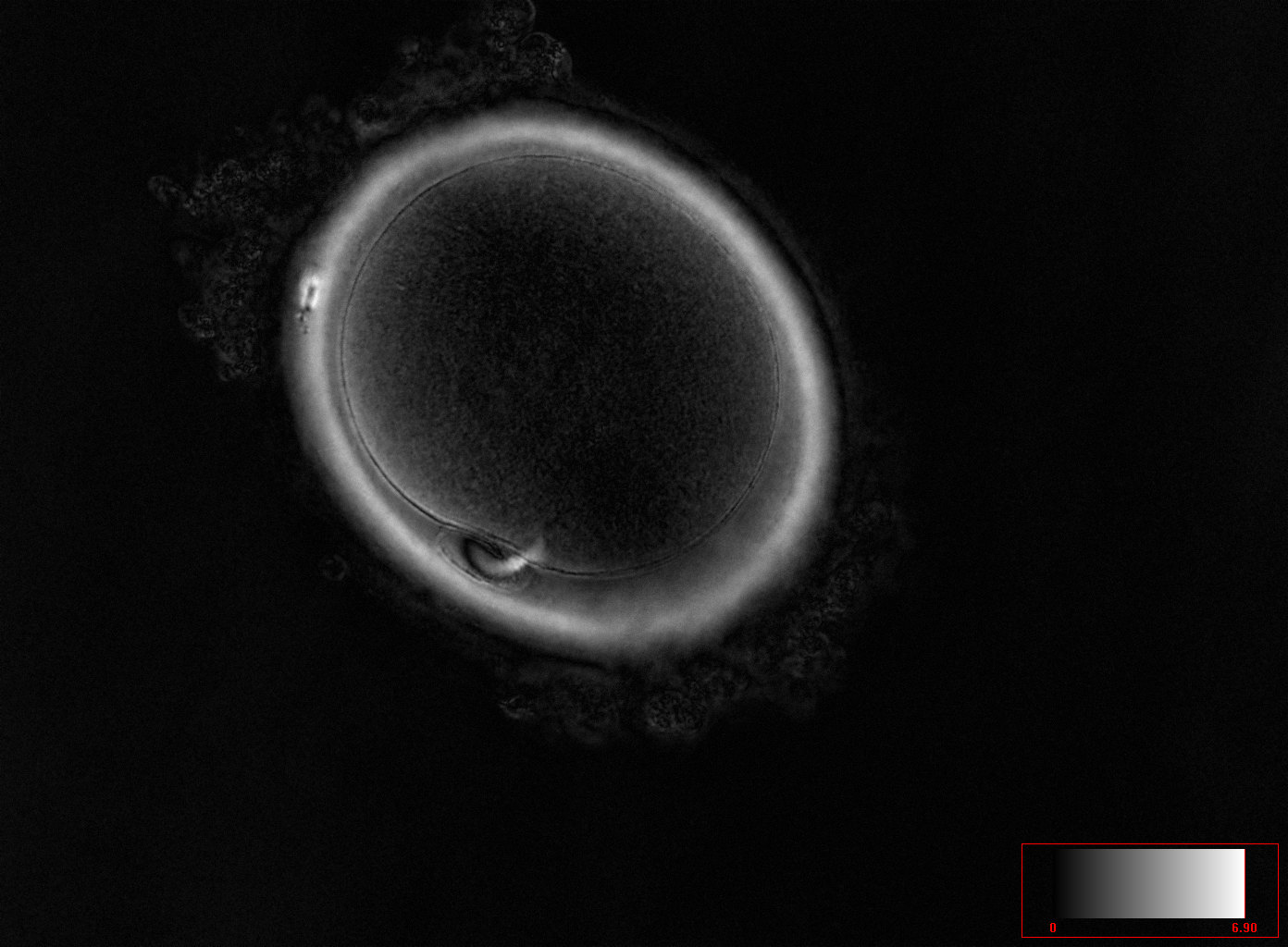
Ооцит людини на стадії телофази першого поділу мейозу. В позиції на 7 годину в перивітеліновому просторі знаходиться перше полярне тільце, але залишки веретена поділу ще зв’язують його з ооцитом, що вказує на фінальні етапи першого поділу мейозу.
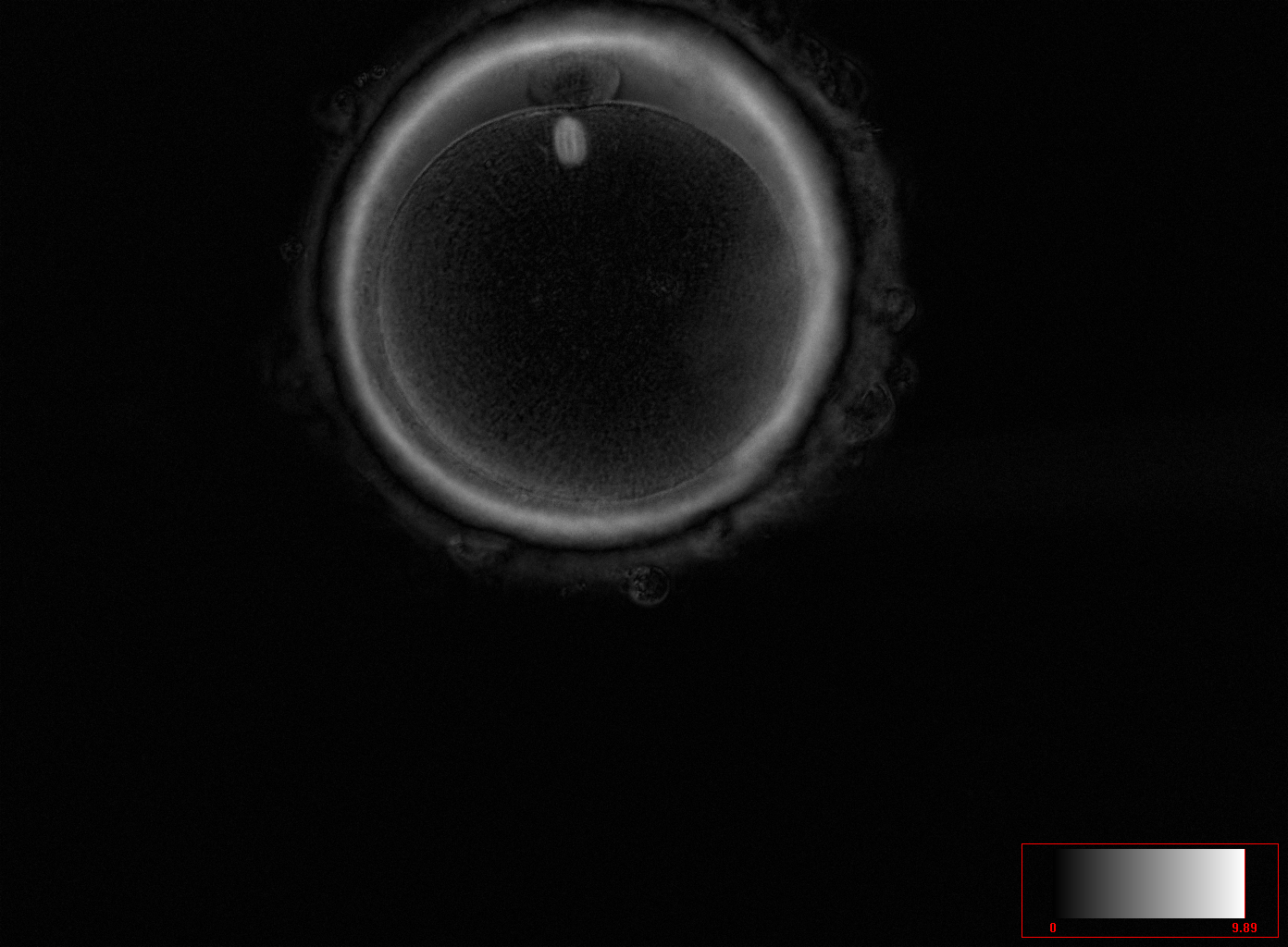
Ооцит людини на стадії метафази другого поділу мейозу. Зрілий та готовий до запліднення ооцит людини. В позиції на 12 годину в перивітеліновому просторі знаходиться перше полярне тільце. Під полярним тільцем в самому ооциті чітко візуалізується веретено другого поділу мейозу на стадії метафази. Візуалізується тришарова блискуча оболонка ооциту.